# 大庭裕介
大庭 裕介（おおば ゆうすけ、1974年9月26日 - ）は、日本の舞台俳優。東京都出身。カンパニーデラシネラメンバー。
中学、高校時代をアメリカで過ごし大学在学中に演劇サークルで演劇を始める。OB達と劇団を立ち上げるが解散。2001年に劇団青年団に入団。2005年、劇団地点の立ち上げに誘われ青年団を退団し、地点の拠点である京都に活動拠点を移す。2011年に地点を退団。フリーの舞台俳優としてカンパニーデラシネラ、SPAC（静岡県立芸術センター）、東京デスロックやマレビトの会などに出演し、2019年にカンパニーデラシネラの正式メンバーになる。
2023年4月より自作のキャンピングカーに暮らしながら日本一周の旅をしている。
演劇の他、ダンス、映画、CM等幅広く活動。

## 出演

### 舞台
2002
- 青年団海外交流企画 『インディア・ソング』 埼玉/東京
- 地点 『地点２－断章・鈴江敏郎』 京都/東京
- 青年団 『冒険王』 東京/大分/熊本

2003
- 地点 『三人姉妹』 韓国/東京/京都

2004
- ピアノ・リーディング 『円周率の夜』 作・演出：工藤千夏 東京/青森
- 地点 『ある夏の一日』 埼玉/東京

2005
- 地点『かもめ』 富山
- 地点『雌鶏の中のナイフ』

2006
- 『エチケット』 振付:藤田桃子
- 地点 『るつぼ』 静岡/京都/エジプト
- 地点 『沈黙と光』 京都/東京

2007
- 地点 『桜の園』京都
- 地点『かもめ』 滋賀
- 地点『ワーニャ伯父さん』 京都/香川/ルーマニア

2008
- 地点 『ワーニャ伯父さん』 石川/福井/福岡/宮崎
- 地点 『桜の園』 東京
- 地点 『三人姉妹』 大阪/東京
- 『隣人』 構成 振付:小野寺修二
- 地点 『話セバ解カル』 京都/兵庫

2009
- 地点 『あたしちゃん、行き先を言って』 京都/東京

2010
- 地点 『－ところでアルトーさん』 京都/東京
- KIKIKIKIKIKI 『うまれてはみたものの』

2011
- カンパニーデラシネラ 『ロミオとジュリエット』 高知/東京
- 地点 『Kappa/或小説』 神奈川/滋賀
- 地点 『ワーニャ伯父さん』『桜の園』 ロシア/福岡

2012
- カンパニーデラシネラ 『ロミオとジュリエット』
- カンパニーデラシネラ 『カラマーゾフの兄弟』 東京/兵庫

2013
- SPAC 『わが町』
- マレビトの会 『試演会 Vol.1』
- 泥棒対策ライト 『ドロタイ◎サマーパーティ』
- 泥棒対策ライト 『あ～あ』
- KIKIKIKIKIKI 『戯舞』
- 東京デスロック 『東京ノート』

2014
- SPAC 『変身』
- SPAC 『室内』　演出：クロード・レジ　オーストリア/ベルギー/フランス
- マレビトの会 『長崎を上演する』
- マレビトの会 『試演会 Vol.2』
- カンパニーデラシネラ 『もう一つの話』
- MOKK 『ヴァニッシング・リム』

2015
- SPAC 『室内』　演出：クロード・レジ　韓国/神奈川/静岡
- マレビトの会『長崎を上演する』
- カンパニーデラシネラ 『分身』～ドストエフスキー『二重人格』より～

2016
- りゅーとぴあプロデュース 『オフェリアと影の一座』新潟 /東京/兵庫
- カンパニーデラシネラ 『ロミオとジュリエット』静岡/豊橋/広島/宮崎/東京/金沢 [小中学校巡回公演 埼玉/栃木/群馬/福島]
- カンパニーデラシネラ 『椿姫』
- まことクラヴ 『インフルエンデ』
- カンパニーデラシネラ 『もう一つの話』『ある夜の出来事』ベトナム/タイ

2017
- カンパニーデラシネラ 『ロミオとジュリエット』福島/大阪 [小中学校巡回公演 滋賀/大阪/三重/奈良/和歌山]
- カンパニーデラシネラ 『ふしぎの国のアリス』
- カンパニーデラシネラ 『小品集』
- カンパニーデラシネラ 『ドン・キホーテ』

2018
- カンパニーデラシネラ 『ドン・キホーテ』愛知/福岡 [小中学校巡回公演 長崎/佐賀/福岡/熊本/岡山]
- カンパニーデラシネラ 『WITHOUT SIGNAL!』ベトナム
- カンパニーデラシネラ 『椿姫』
- 日台プロジェクト 演劇でアジアを繋ぐ2018『夢の物語』

2019
- カンパニーデラシネラ『見立てる』
- カンパニーデラシネラ 街頭劇「まち歩きシアター」
- カンパニーデラシネラ『WAITING FOR SIGNAL!《信号待ち！》』
- 日本ポーランド国交樹立100周年記念 ヤネック・ツルコフスキ『マルガレーテ』 同時吹替
- ジョルジュ・ルオー展×小野寺修二『眼差しの先で』
- カンパニーデラシネラ 『ドン・キホーテ』

2020
- カンパニーデラシネラ『どこまでも世界』
- カンパニーデラシネラ『ドン・キホーテ』山口/宮崎/神奈川 [小中学校巡回公演 東京/千葉/茨城/山梨]
- KAAT DANCE SERIES 2020 カンパニーデラシネラ『Knife』

2021
- カンパニーデラシネラ『はだかの王様』高知/東京
- カンパニーデラシネラ『どこまでも世界』2021 試演会 兵庫
- カンパニーデラシネラ『ドン・キホーテ』新潟/京都 [小中学校巡回公演 東京/千葉/茨城/山梨]

2022
- カンパニーデラシネラ『はだかの王様』富山　 [小中学校巡回公演 大阪/滋賀/三重]
- カンパニーデラシネラ『ドン・キホーテ』岡山
- カンパニーデラシネラ『ふしぎの国のアリス』東京/富山/福島
- いわきアリオス演劇部U30『どこまでも世界 いわきver.』

2023
- カンパニーデラシネラ『はだかの王様』新潟

2024
- 市民と創造する演劇『地を渡る舟-1945／アチック・ミューゼアムと記述者たち-』　作 :長田育恵　演出:扇田拓也

### 映画
- 『Indies. B ～Baby Monsoon～』　監督：倉田ケンジ（1999年）
- 『王様とボク』　監督：前田哲（2012年）
- 『踊る大捜査線　THE FINAL　新たなる希望』　監督：本広克行（2012年）
- 『友達』　監督：遠藤幹大（2013年）
- 『ラストルーム』　監督：ピエール・カルニオー（2014年）
- 『ハロウィンナイトメア2』　監督：山下洋介（2015年）
- 『SCOOP!』　監督：大根仁（2016年）
- 『北の桜守』　監督：滝田洋二郎（2018年）
- 『Everything is bound to vanish』（邦題『諸行無常』）　監督：ピエール・カルニオー（2019年）
- 『MANKAI MOVIE「A3!」 SPRING & SUMMER』　監督：倉田健次（2021年）

### CM
- アメリカンファミリー生命保険会社（2004年）
- 東急グループ（2005年）
- へーベルハウス『価値』篇（2008年）
- 海上自衛隊『立派な父』篇（2011年）
- パナソニック デジタルビデオカメラ『「手ブレ」が違うと、「キレイ」が違う！』篇（2012年）
- 日産自動車（2012年）
- 日立　世界ふしぎ発見　特別CM『30年の出会い』（2017年）

### テレビ
- スカイパーフェクトTV『INDIES SOUND FIST』ナレーション（2000年）
- NHK 大河ドラマ『青天を衝け』(2021年）

### Music Video
- あいみょん 「真夏の夜の匂いがする」（2019年）